# أبو الحسن علي بن أحمد الخصاصي
أبو الحسن علي بن أحمد الخصاصي هو شيخ وعالم في أصول الشريعة من كبار فقهاء المذهب المالكي بالمغرب الأقصى والعالم الإسلامي.

## مجاله
يعد أبو الحسن علي بن أحمد الخصاصي قاضيا كبير ويعتبر مرجعا فقهيا لأتباع الفقه المالكي بالمغرب الأقصى والعالم الإسلامي، فلقد شغل منصب قاضي فاس، وكان من مقربي وعلماء السلطان محمد الشيخ حسب ما ورد في كتاب الاستقصا لأخبار دول المغرب الأقصى للناصري.

## انتاجه
له من الأراجيز والنظم والتأليف ما يعتبر مرجعا قانونيا تاريخيا نفيسا، حيث كان من القضاة القلائل الذين شرعوا وقاموا بتدوين القوانين وتعريف الجرائم حسب المنظور الفقهي والشرعي، وهو ما يعرف في المجال القانوني المعاصر بعلم التدوين الوضعي، المرتكز على الفقه الشرعي المستنبط من الكتاب والسنة.

## تعاريفه الفقهية
من تعاريفه بخصوص العقوبة في المال الذي ارتكب به المعصية، : "هي تفويت الشيء المعصي به أو فيه على ربه تفويتا لا يحصل بسببها انتفاع له ولا لغيره غير الزجر والردع حسب كتاب مطالع التمام ونصائح الأنام
ومنجاة الخواص والعوام في رد إباحة إغرام ذوي الجنايات والإجرام زيادة على ما شرع الله من الحدود والأحكام
للقاضي أبي العباس أحمد الشماع الهنتاتي (ت 833هـ).

## آثاره
كان لأحكامه الفقهية اثر كبير في تدريس الفقه القانوني والقضاء بجامع القرويين، حيث سهل بتعاريفه استنباط الاحكام من السنة والكتاب وعرف بالعقوبات الواجبة والأفعال المصنفة من المخالفات والاجرام وبين أحكامها. فعرف الناس بما لهم وما عليهم، وبين للقضاة سبل الزجر والعقاب والعدل والإيفاء.
كان لتعاريفه الفضل في تحديد العقاب وتفادي التقصير أو الاطناب الناجم عن اجتهاد القضاة واختلاف الزجر من قاض لاخر، فلقد وضع تعاريف دفيقة وعقوبات مناسبة، استعملت كمرجع لدى قضاة عصره والقضاة اللاحقين فيما يشبه في القانون المعاصر المساطير المتبعة والمواد المحددة بالتدقيق.